# Green Rose (2011)
Green Rose é uma telenovela filipina exibida pela ABS-CBN entre 14 de fevereiro e 27 de maio de 2011, estrelada por Anne Curtis, Jericho Rosales, Jake Cuenca e Alessandra De Rossi. É um remake filipina da série de televisão sul-coreana de mesmo nome que foi produzida e exibida em 2005 pela SBS e estrelada original por Go Soo, Lee Da-hae, Lee Jong-hyuk e Kim Seo-hyung.

## Elenco

### Elenco principal
- Jericho Rosales como Jerome Delgado/Lee Jung Soo
- Anne Curtis como Angela Tuazon
- Jake Cuenca como Edward Fuentebella
- Alessandra De Rossi como Geena Rallos

### Elenco de apoio
- Susan Africa como Linda Reyes-Delgado
- Gardo Versoza como David Tobias
- Ricardo Cepeda como Ricardo Tuazon
- Leo Rialp como Lito Cruz
- Janus Del Prado como Johnson Bayoran
- Simon Ibarra como Ruben Torillo
- Ping Medina como Ariel Fernandez
- Kitkat como Mara
- Smokey Manaloto como Nelson de Guia

### Elenco estendida
- Edgar Sandalo como Freddie Ramos
- Jong Cuenco como Fidel Santos
- Menggie Cobarrubias como Rogelio Yumul
- Raymond Concepcion como Roberto Plata
- Raymond Lim como Nestor Castor
- Gio Marcelo como Juanito Limbaga
- Greggy Santos como Francis
- Pica Lozano como Joseph
- Andrei Garcia como Bullet
- Joyce So como Lingling

### Participações especiais
- Albert Martinez como Darren Lee
- Carla Guevarra como Sofia Tuazon
- Froilan Sales como Danny Crisostomo
- Gilette Sandico como Nelia Parcon-Crisostomo
- Veyda Inoval como Angela Tuazon (jovem)